# Deborah Ekoka
Deborah Ekoka Hernandis (1985, València) és una escriptora, editora i llibretera afroespanyola, cofundadora de festivals de la comunitat africana i afrodescendent d'Espanya i coordinadora de l'espai sociocultural United Minds, una llibreria especialitzada en l'Àfrica Negra i la seva diàspora.

## Trajectòria
Deborah Ekoka, va néixer a València i és d'ascendència ecuatoguineana pel seu pare i espanyola per la seva mare. És gestora cultural, cofundadora de la llibreria United Minds i també encarregada de la programació d'activitats de la llibreria. Reivindica el terme afroespanyola com a manera de reconèixer a les persones negres nascudes a Espanya.

És coorganitzadora dels festivals Consciència Afro en Escorxador Madrid i Black Barcelona i és integrant de l'equip de ConcienciaAfro, format per persones africanes i afrodescendents.
Deborah Ekoka imparteix xerrades i tallers entorn de la cultura afroespanyola.

## Activitat de llibretera
Deborah Ekoka en 2014 va fundar, al costat de Ken Province, la llibreria United Minds a València, es tracta de la primera llibreria espanyola dedicada a la cultura i a les escriptores africanes i afroespanyoles. Forma part del projecte de la llibreria, un centre de trobada on es realitzen xerrades, tallers i projeccions de pel·lícules i documentals, es tracten temes com la història dels fenòmens migratoris, els drets civils, el feminisme o la música negra. És també segons els seus fundadors "la reivindicació dels afrodescendents, que sempre hem estat invisibilitzats".
Deborah Ekoka i Ken Province volien contribuir amb el projecte a difondre la cultura africana, "que no sols té a veure amb la història, la música o la literatura que es produeix dins d'aquest continent, sinó en tota la diàspora africana, que inclou pràcticament tots els països del món".
La llibreria United Minds és a més una llibreria que es desplaça, que viatja a fires, universitats i festivals de tot Espanya.

## Metamba Miago
Deborah Ekoka ha estat l'editora de Metamba Miago: relatos y saberes de mujeres afroespañolas. Metamba Miago significa "les nostres arrels". El llibre recull textos de dones negres que viuen a Espanya, en aquests relats de dones es reflexiona i s'aborden temes com, la identitat, diferents aspectes de la negritud, en definitiva pretén, entre altres coses, mostrar referents de dones afroespanyoles.
Aquests relats que Deborah Ekeko els qualifica d'"assajos vivencials", en els quals es reflexiona i es narra, amb estils molt diferents, sobre les diferents situacions i com les perceben les dona, com ara: falta de representació de les dones negres en els mitjans de comunicació, el racisme institucional, sobre la criança i la família, o sobre les dones negres amb diversitat funcional.
La idea d'editar un llibre d'aquestes característiques va sorgir en 2015, arran d'una trobada organitzada per Deborah sobre nous feminismes, en comprovar que hi havia molt poc escrit sobre temes i dones afroespañolas.
En el llibre, també, Deborah Ekeko participa amb un relat.
El finançament del projecte editorial, fins a veure el llibre imprès i en les llibreries, es va dur a terme mitjançant una campanya de micromecenatge que va recollir fins a 5.586 euros de 265 aportacions.

## Afrofeminisme
Deborah Ekoka forma part també del projecte Espai Afrofeminista, que té com a objectius.
- Promoure l'autoconeixement de la genealogia de dones afro en l'estat espanyol.
- Reconèixer-se com a integrant dels feminismes afrodescendents.
- Establir connexions entre les generacions de dones i col·lectius que treballant en la comunitat afro han creat xarxes.